# 마다가스카 2
《마다가스카 2》(Madagascar: Escape 2 Africa, 이하 마다가스카 2)는 《마다가스카》 시리즈의 두 번째 영화로, 2008년 11월 7일 미국에서 개봉되었다. 아프리카 여행을 하는 네 종류의 동물 친구에 대한 영화이다. 네 동물들의 이름은 알렉스(사자), 마티(얼룩말), 멜만(기린), 글로리아(하마)이다. 네 마리 동물들은 아프리카에 펭귄 때문에 사고로 도착하게 되고 다시 집으로 돌아가는 과정에서 생긴 에피소드를 내용으로 한다.
대한민국에서는 2009년 1월 8일에 개봉되었다.

## 줄거리
케냐에서 우두머리 사자 주바는 어린 아들 알라케에게 싸우는 법을 가르치려 하지만 알라케는 춤에 더 관심이 있다. 경쟁자 사자 마쿵가는 주바에게 우두머리 자리를 놓고 도전하지만, 싸움 도중 알라케는 밀렵꾼들에게 잡혀 상자에 갇힌다. 주바는 추격하여 알라케가 담긴 상자의 안전 고리를 부러뜨리지만, 귀에 총을 맞고 무력화된다. 상자는 바다에 떨어져 뉴욕으로 떠내려가고, 그곳에서 알라케는 알렉스로 개명되어 센트럴 파크 동물원에서 자라며 평생의 가장 친한 친구인 마티, 멜먼, 글로리아를 만난다.
몇 년 후, 마다가스카르에서의 모험을 마치고 알렉스, 마티, 멜먼, 글로리아는 펭귄 스키퍼, 코왈스키, 리코, 프라이빗과 침팬지 메이슨, 필과 함께 펭귄들이 조종하는 낡은 비행기를 타고 뉴욕으로 돌아갈 준비를 한다. 줄리언 대왕, 모리스, 모트도 동행한다. 비행기는 연료가 바닥나 아프리카 대륙에 불시착한다. 동물들은 자연보전지역의 물웅덩이에서 자신들과 같은 종의 다른 동물들을 만나게 되어 기뻐한다. 알렉스는 부모님과 재회하고 "뉴욕의 왕"으로서의 지위에 대한 이야기를 들려주며 그들을 감동시킨다. 마티는 자신과 똑같이 생기고 소리 내는 다른 사바나얼룩말 무리에 잘 어울린다. 건강염려증이 있는 멜먼은 보호구역에 의사가 없다는 사실에 낙담하고, 다른 그물무늬기린들은 그를 무의로 임명한다. 로맨스를 찾는 글로리아는 말솜씨 좋은 하마 모토 모토의 관심을 끈다. 한편 펭귄들은 비행기 수리에 착수하고, 메이슨과 필이 모집한 수많은 침팬지들의 도움을 받는다. 그들은 사파리를 온 인간들의 차량을 훔쳐 부품을 뜯어낸다. 그랜드 센트럴 역에서 알렉스를 공격했던 강인한 노부인 나나는 좌초된 관광객들을 이끌고 당분간 야생에서 살아남을 수 있도록 돕는다.
마쿵가는 주바를 우두머리 사자 자리에서 몰아내기 위해 알렉스에게 통과 의례를 치르라고 주장하는데, 알렉스는 이를 재능 경연 대회로 착각한다. 사실은 싸움 대회였고, 마쿵가는 알렉스를 속여 가장 강한 사자인 티츠를 상대로 고르게 하여 알렉스의 굴욕적인 패배를 초래한다. 낙담한 주바는 우두머리 자리를 마쿵가에게 넘겨주고, 마쿵가는 알렉스를 물웅덩이에서 추방한다. 한편 마티는 다른 얼룩말들도 자신이 할 수 있는 모든 것을 할 수 있다는 사실에 낙담하며 자신은 더 이상 특별하지 않다고 생각한다. 멜먼은 자신이 치명적인 병에 걸렸다고 믿게 되고, 오랫동안 글로리아를 몰래 사랑해왔던 터라 모토 모토에게 관심 있는 그녀를 보며 슬퍼한다. 네 친구들은 서로 격렬한 말다툼을 벌인다. 글로리아는 모토 모토와 데이트를 하지만, 그가 자신의 몸집 때문에만 자신에게 끌린다는 것을 깨닫고 흥미를 잃는다. 줄리언의 격려를 받은 멜먼은 마침내 글로리아에 대한 자신의 감정을 드러낸다.
다음날, 물웅덩이가 말라버리자 동물들은 혼란에 빠진다. 자신을 만회하기로 결심한 알렉스는 마티와의 우정을 회복하고 강 상류를 조사하기 위해 보호구역을 떠난다. 줄리언은 근처 화산에 희생 제물을 바치면 물이 회복될 것이라고 제안한다. 멜먼은 낙담하고 자신이 죽어간다고 믿으며 희생 제물이 되겠다고 자원한다. 글로리아는 그가 화산으로 뛰어드는 것을 막고, 그가 자신의 외모 이상으로 자신을 사랑한다는 것을 깨닫는다. 알렉스와 마티는 좌초된 인간들이 캠프를 짓고 강을 막았다는 것을 발견하고, 알렉스는 그들에게 잡힌다. 주바가 그를 도우러 달려오지만, 알렉스는 동물원에서 인간들에게 좋은 기억이 있었던 자신을 위해 춤을 추어 둘 다 구한다. 마티, 멜먼, 글로리아, 펭귄들, 침팬지들이 수리된 비행기를 타고 도착하여 알렉스가 댐을 파괴하여 물을 회복시키는 것을 돕는다. 마쿵가는 분노하여 통제권을 주장하지만, 알렉스는 그를 속여 나나에게 제압되게 하여 권력에서 밀어낸다. 주바는 알렉스에게 우두머리 사자 자리를 제안하지만, 알렉스는 그 자리가 아버지에게 속한다고 생각하여 거절한다. 주바는 그 자리가 둘 모두에게 속한다고 주장하고, 부자는 공동 리더가 된다.
스키퍼는 비행기에서 가져온 보블헤드 인형과 결혼하고, 그와 다른 펭귄들, 침팬지들은 몬테카를로로 신혼여행을 떠난다. 쿼텟과 여우원숭이들은 당분간 보호구역에 머물기로 행복하게 결정한다.

## 한국판 성우진
- 성완경 : 알렉스 역
- 이인성 : 마티 역
- 송준석 : 멜먼 역
- 이선 : 글로리아 역
- 장광 : 스키퍼 역
- 오인성 : 코왈스키 역
- 정재헌 : 리코 역
- 이원찬 : 프라이빗 역
- 이철용 : 줄리언대왕 역
- 노민 : 모리스 역
- 엄상현 : 모트 역

## 내용주
1. 1 2  마다가스카 (2005년 영화)에 묘사된 대로
2. ↑  마다가스카 3: 이번엔 서커스다! (2012년 영화)에 묘사된 대로